# Biens et services marchands
Les biens et services marchands sont tous les « produits », l'ensemble des biens matériels et immatériels, appelés « produits » en comptabilité nationale, qui sont destinés à être commercialisés sur un marché.
- Les biens marchands sont des produits matériels pouvant être vendus et achetés.
- Les services marchands sont des services payants par ex : coiffeur pour particuliers… services rendus par des entreprises contre le versement d'une rémunération monétaire qui leur permet de dégager un profit. On les oppose aux services non marchands qui sont rendus par les administrations publiques et les associations (au sens large d'institutions sans but lucratif au service des ménages, ou ISBLSM) : souvent payants, ces services ne sont pas considérés comme marchands car ils ne sont pas à l'origine d'un profit de la part de l'unité productive.

## Distinctionbiens / services
Un bien matériel est tangible lorsqu'on peut le toucher, le voir.
Un service est une "aide" donnée à une autre personne en échange de quelque chose. Un bien matériel est un objet que l'on peut acheter. Service exemple : le coiffeur (quelqu'un qui vous rend service : il vous coupe les cheveux (un coiffeur).
Les services ne sont pas stockables et sont immatériels, contrairement aux biens matériels. On dit donc que les services sont intangibles.
Cependant, fonder la distinction entre bien et service sur la matérialité du bien et l'immatérialité du service peut prêter à confusion, en effet pour fournir un service le producteur a recours souvent à des biens (consommations intermédiaires nécessaires à la production du service). Ainsi, qui irait acheter un service de restauration si on lui servait une assiette vide? Pour éviter toute confusion il convient donc de s'en référer à un critère de distinction plus sûr, les services ne sont pas stockables et donc leur effet sur le consommateur ne peuvent être différés dans le temps. Il ne peut ainsi pas y avoir de décalage dans le temps entre production et consommation. La réparation du plombier et les effets sur les canalisations du client sont synchronisés. Le cours du prof (en tant que service) nécessite la présence de l'élève (l'enregistrement ou la copie d'un cours imprimé crée donc un bien). De même, au restaurant, la fourniture du repas nécessite la présence du gourmand. Au contraire, un sandwich à emporter est un bien et non un service puisqu'un décalage temporel entre production du bien et consommation de celui-ci est possible.
Autres exemples : l’hôpital (soins médicaux, opérations…), service de transport…

### Les catégories de biens et services

#### Les trois principaux biens
- Les biens de consommation finale (répondent aux besoins des particuliers)
- Les biens intermédiaires (matière première transformée par l'entreprise industrielle)
- Les biens d'équipement ou de production (biens nécessaires à la production : énergie…)

#### Les trois principaux services
- Les services aux particuliers (restaurants, administration, coiffeur, école, hôtels, musées, expositions…)
- La promotion commerciale / La gestion immobilière (agences…)
- Les services aux entreprises (recherche et développement…)

## Distinction services marchands /les services non marchands
Un service marchand est généralement produit par les entreprises, il est payant. Le producteur bénéficie d'une richesse.
Par exemple : un concert, un opéra, un voyage en train…
Un service non marchand est gratuit ou quasi gratuit, il est généralement produit par les administrations publiques et les associations : leur objectif est non lucratif, c'est-à-dire que leur objectif principal est de venir en aide aux citoyens et non réaliser des profits. Elles peuvent toutefois produire des biens marchands (T-shirt avec leur logo, badges…). La richesse supplémentaire sera utilisée pour améliorer cette association.
Les services gratuits n'ont pas de prix de vente, alors que les services quasi-gratuits ont un prix non significatif, c'est-à-dire nettement inférieur au coût de la production.
Exemples de services gratuits : commissariat, l'école publique…
Exemples de services quasi-gratuits : l'école privée, l'inscription dans une bibliothèque publique, les transports publics…

## Marché des biens économiques
Le marché des biens et services est le marché sur lequel s'échangent les biens et services marchands, c’est-à-dire qu'il représente l'ensemble de l'offre (quantité des biens et services proposés, théoriquement le prix total de ce qui est à vendre) et de la demande (quantité réclamée par des acheteurs potentiels) de biens et services à un moment donné. Ce marché se subdivise bien sûr en marchés de différents types de produits (comme le marché de l'acier, ou le marché de l'automobile d'occasion).